# Petersburg (Virgínia)
Petersburg é uma cidade independente localizada no estado americano da Virgínia. A sua área é de 60,4 km², sua população é de 33.740 habitantes, e sua densidade populacional é de 569,4 hab/km² (segundo o censo americano de 2000). Faz parte da região metropolitana de Richmond. Os negros são 80% da população.